# Cato Lein
Cato Enok Lein, född 17 maj 1957 i Båtsfjord, Troms og Finnmark fylke, Norge, är en svensk fotograf. Lein har arbetat för kulturredaktionerna på Dagens Nyheter och Göteborgs-Posten och har representerats vid fotoutställningar i Sverige och internationellt. Lein är även känd för sina författarporträtt.
Leins fotografier används bland annat i böckerna Hitta hem: vuxna adopterade från Korea berättar (2003), Överlevarna: röster från Förintelsen (2020) och Nakba: katastrof inför våra ögon (2023), utgivna på Ordfront förlag.

## Bildstölder i boken Northern Silence
2023 tilldelar Svenska Fotografers Förbund, SFF, Cato Lein Svenska Fotobokspriset för boken Northern Silence, en skildring av Finnmarken i Nord-Norge. Ett år senare avslöjas att Lein använt en (avliden) kollegas bilder i boken. Lein fråntas priset och får betala tillbaka prispengarna. Lein erkänner att fyra bilder i boken ej är tagna av honom. Han förklarar att det skett av misstag. 2025 framkommer nya uppgifter om bilderna i boken Northern Silence.  Fler bilder är tagna av annan fotograf. Dessutom är flera av Leins egna bilder ej tagna i Finnmarken, utan i Sverige. I media berättar han nu att han gjort allt detta medvetet och hävdar sin konstnärliga frihet att göra så.

## Författarporträtt i urval

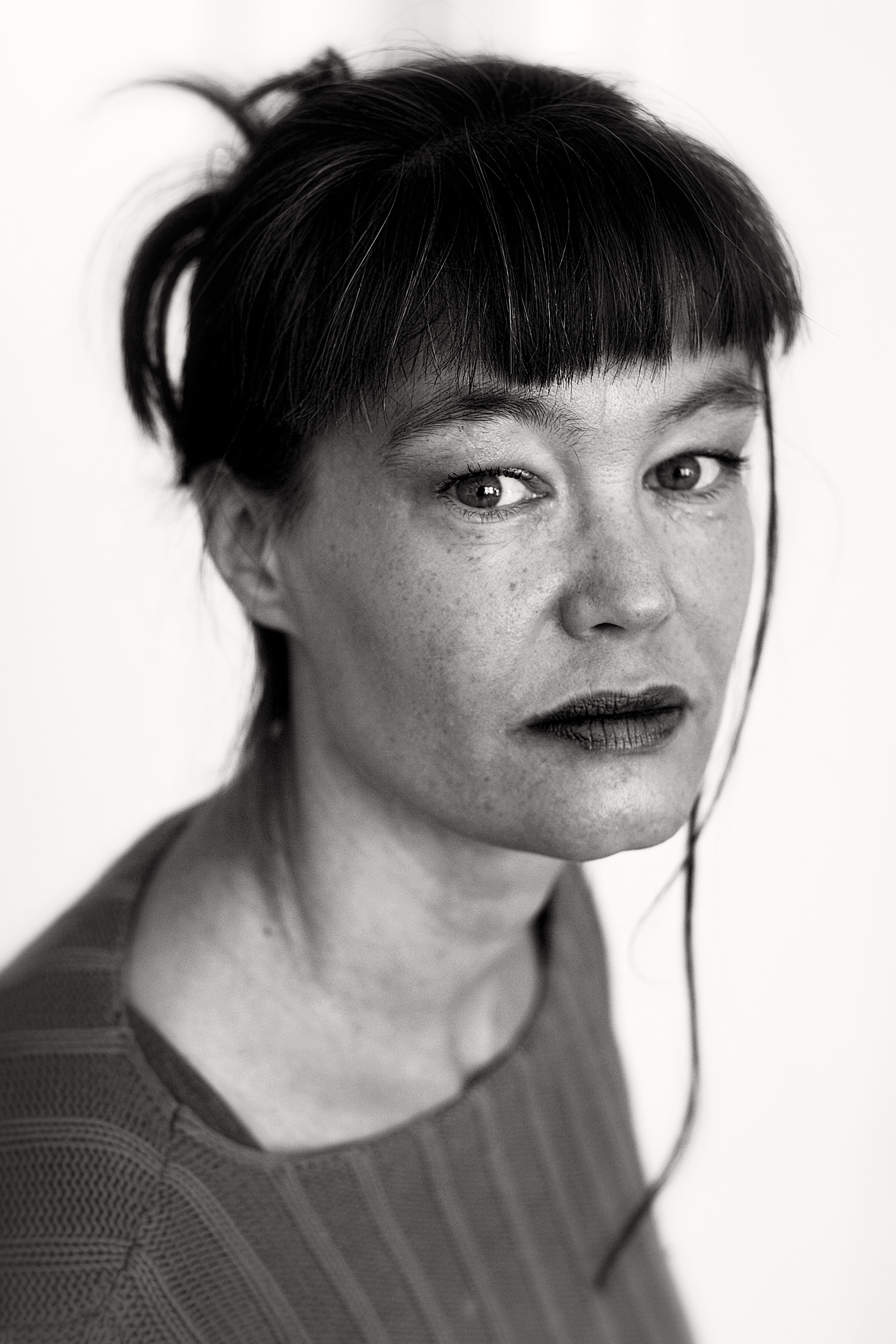
Nina Björk.
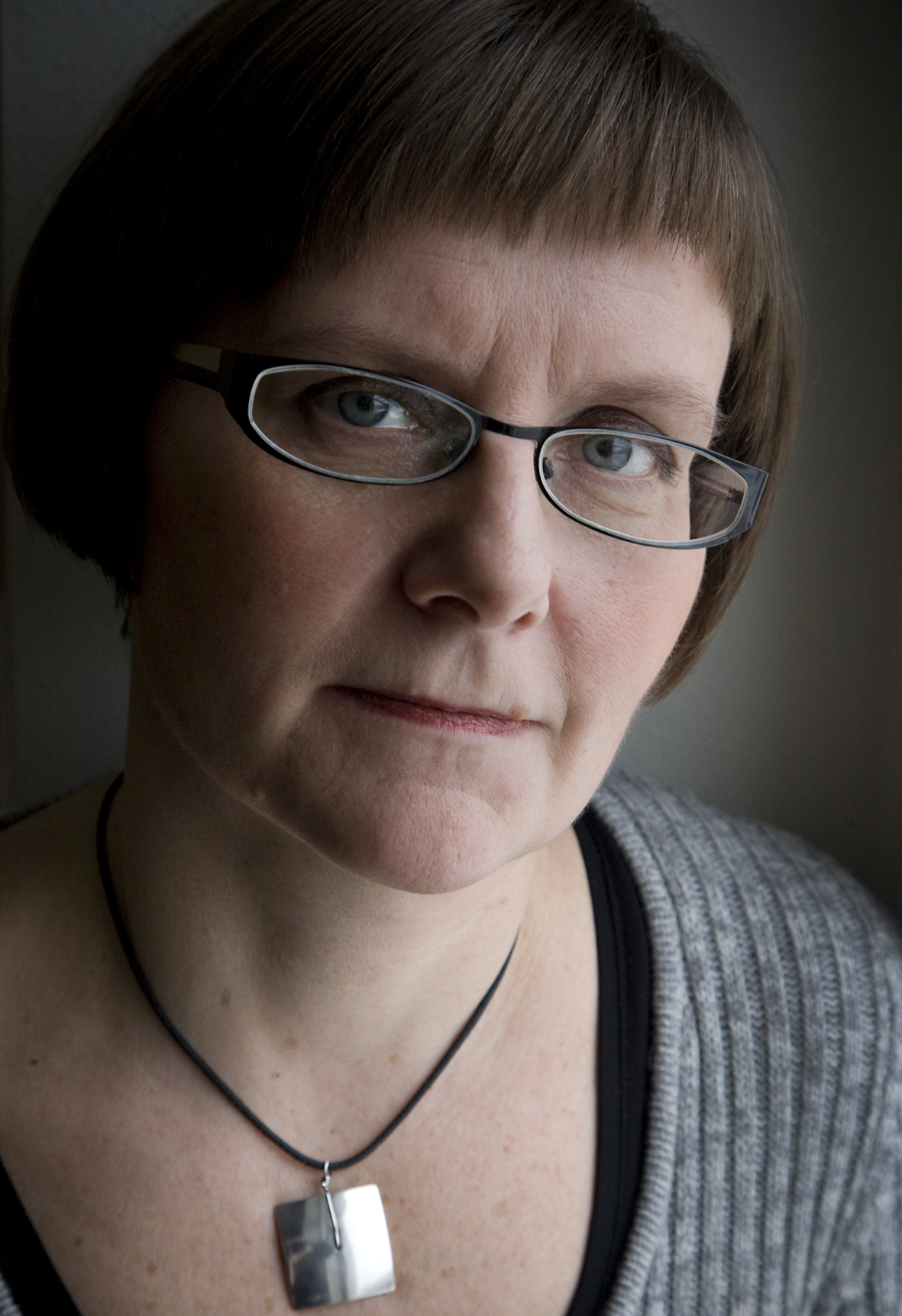
Katarina Kieri.
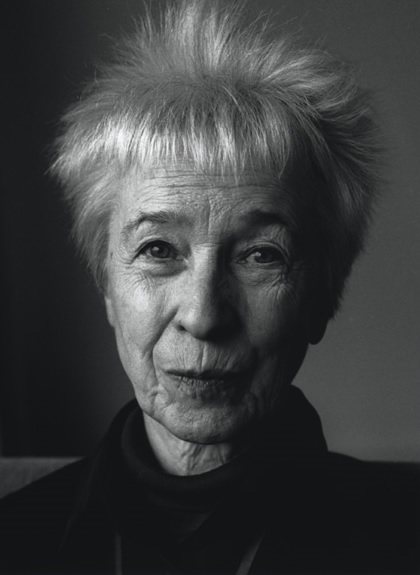
Sara Lidman.